# トランス・ブラジル航空801便墜落事故
トランス・ブラジル航空801便墜落事故（トランス・ブラジルこうくう801びんついらくじこ）は、1989年3月21日に発生した航空事故である。
エドワルド・ゴメス国際空港発グアルーリョス国際空港行きだったトランス・ブラジル航空801便（ボーイング707-349C、貨物便）がグアルーリョス国際空港への着陸進入中に、空港から2km手前にあるグアルーリョスのスラムに墜落した。
乗員3人全員と地上の22人が死亡し、200人以上が負傷した。

## 事故機
事故機のボーイング707-349C（PT-TCS）は製造番号19354、ライン番号503として製造された。4基のプラット・アンド・ホイットニー JT3D-3Bターボファンエンジンを搭載しており、1966年6月9日に初飛行を行っていた。製造から22年10ヵ月が経過した機体であり、61,000時間の飛行を経験していた。事故機は、フライング・タイガー・ライン所属時代の1970年に映画「大空港」で使用された機体であった。その後、エアリンガスやブリティッシュ・カレドニアン航空で運用され、トランス・ブラジル航空に売却された。

## 事故の経緯
グアルーリョス国際空港の滑走路09Rは、メンテナンスのため12時に閉鎖される予定だった。11時54分、801便は滑走路へ向け高速で進入を行っていた。進入中に、パイロットが誤ってエアブレーキを作動させた。そのため、機体は対気速度を大きく失い失速し、滑走路から2km手前のスラム街に墜落した。機体には、15,000Lの航空燃料が搭載されていたため、墜落により出火し炎上した。事故により乗員3人全員と地上の22人が死亡し、200人以上が負傷した。貨物として、マナウスフリーゾーンから26tのテレビやおもちゃが積まれていたが、すべて破壊された。この事故は、グアルーリョス国際空港の開港以来、初の重大事故だった。

## 事故調査
当時の民間航空省によって行われた調査によって、事故原因はパイロットエラーであると結論付けられた。また、事故機は墜落の2ヶ月前に点検を受けており、異常はなかったと考えられた。
トランス・ブラジル航空は約7ヶ月後に、遺族に対して補償を行った。